# ماوريسيو سبيردوتي
ماوريسيو سبيردوتي (بالإسبانية: Mauricio Sperduti)‏ (من مواليد 16 فبراير 1986م، بروساريو في الأرجنتين) هو لاعب كرة قدم أرجنتيني، ويلعب دور الجناح الأيمن لنادي لباتروناتو.

## مسيرته الكروية
تم تسميته باسم الجوردو، وكان أول ظهور له في الدوري الأرجنتيني الدرجة الأولى، في عام 2006 ضد جيمنازيا إي إسجريما لا بلاتا.
في 30 يناير، 2013 انتقل إلى الدوري الإيطالي الدرجة الإولى، وانضم إلى نادي باليرمو الإيطالي، حيث وقع عقدًا حتى عام 2016م.
ووجد زميله السابق ماورو فورميكا، في نادي نيويلز أولد بويز.

## انجازاته الكروية
| النادي                       | الموسم  | الدوري  | الدوري | دولي    | دولي  | المجموع | المجموع |
| النادي                       | الموسم  | مباريات | أهداف  | مباريات | أهداف | مباريات | أهداف   |
| ---------------------------- | ------- | ------- | ------ | ------- | ----- | ------- | ------- |
| نيويلز أولد بويز · الأرجنتين | 2006-07 | 2       | 0      | 0       | 0     | 2       | 0       |
| نيويلز أولد بويز · الأرجنتين | 2007-08 | 9       | 0      | 0       | 0     | 9       | 0       |
| نيويلز أولد بويز · الأرجنتين | 2008-09 | 31      | 2      | 0       | 0     | 31      | 2       |
| نيويلز أولد بويز · الأرجنتين | 2009-10 | 20      | 2      | 1       | 0     | 21      | 2       |
| نيويلز أولد بويز · الأرجنتين | 2010-11 | 35      | 8      | 6       | 0     | 41      | 8       |
| نيويلز أولد بويز · الأرجنتين | 2011-12 | 30      | 2      | 0       | 0     | 30      | 2       |
| نيويلز أولد بويز · الأرجنتين | 2012-13 | 11      | 1      | 0       | 0     | 11      | 1       |
| نيويلز أولد بويز · الأرجنتين | المجموع | 138     | 15     | 7       | 0     | 145     | 15      |

- (*) Includes كأس ليبرتادوريس and Copa Sudamericana.

## انجازاته الدولية
ظهر لأول مرة على الصعيد الدولي في 16 مارس 2011م، ضد منتخب فنزويلا وانتهت برباعيه مقابل هدف وحيد 4-1.
و الظهور الثاني كان في 20 أبريل 2011، ضد منتخب الإكوادور، وانتهت بالتعادل الإيجابي 2-2.

## وصلات خارجية
- ماوريسيو سبيردوتي على موقع قاعدة بيانات كرة القدم.إي يو (الإنجليزية)
- ماوريسيو سبيردوتي على موقع ناشيونال فوتبول تيمز (الإنجليزية)
- ماوريسيو سبيردوتي على موقع Soccerway.com (الإنجليزية)
- ماوريسيو سبيردوتي على موقع AS.com (الإسبانية)